# Wilgenvlekkenzwam
De wilgenvlekkenzwam (Rhytisma salicinum) is een schimmel wat een biotrofe parasiet is die voorkomt die voorkomt op wilgenbladeren en zich kenmerkt door de vorming van een zwarte vlek (0,2-0,5 cm) op de bovenzijde van de bladeren.

## Kenmerken
Het heeft een twee-fase levenscyclus: de eerste fase is het anamorf (aseksuele) stadium waarbij kleine zwarte vlekken (ongeveer 1 mm) op de bladeren verschijnen, die kleurloze, cilindrische conidiën produceren. Later ontwikkelt zich de stromatische fase, waarin grotere zwarte, verdikte gebieden op het bladoppervlak zichtbaar worden.
Na de herfst blijven de stromata (zwarte gebieden) over de winter intact, waarna in de lente apothecia (vruchtlichamen) zich ontwikkelen en uit de scheuren in de bovenste bladlaag barsten. Deze apothecia verspreiden sporen die de jonge bladeren van de wilg in het volgende groeiseizoen kunnen infecteren. 
Microscopisch gezien zijn de asci 8 sporig zonder kleurverandering bij jodium. De sporen zijn kleurloos, enigszins gebogen, 60–90 micrometer lang en 1,5–3 micrometer breed. De parafyses zijn slank, septaat, met afgeronde of iets gezwollen toppen. De cilindrische conidiosporen hebben een lengte van 5 tot 6 micrometer.

## Verspreiding
In Nederland komt de schimmel zeer zeldzaam voor.